# Курия Юлия
Курия Юлия (Curia Iulia) е главното място за събирания в Древен Рим. Разположена е на Римски форум в Рим. В нея заседавал Сената на Римската република и Римската империя.
Строежът на сградата започва Юлий Цезар през 44 пр.н.е., след като предишната сграда Курия Хостилия изгаря на 18 януари 52 пр.н.е.
Завършена е по времето на император Август на 28 август 29 пр.н.е.
Мраморният под, който може да се види там, е от древни времена. Сградата е запазена така добре, защото е използвана като църква от периода на ранното християнство. По времето на Бенито Мусолини е реставрирана и отворена за посещения.
Вътре има изложени 2 релефа. Единият изобразява хора, носещи големи дъсчици, стоящи в редица, чакащи реда си да изгорят своите писма за задължения, което е своеобразна амнистия. Другият релеф изобразява раздаване на зърно.
Въпреки че много хора мислят, че на стълбите пред тази сграда на Сената е убит Юлий Цезар, това не е така. Цезар е убит в Театъра на Помпей.